# Grebiner See
Der Grebiner See ist ein See am nördlichen Ortsrand  von Grebin im Kreis Plön in Schleswig-Holstein. Seine Wasserfläche beträgt knapp 28,4 ha, die Uferlänge beträgt 2,3 km.